# Liesendählke
Die Liesendählke ist ein 38 Meter langer Zufluss des Ibachs am Fettenberger Weg im Wuppertaler Stadtteil Dönberg.

## Lage und Beschreibung
Die Liesendählke entspringt in 276 m ü. NN südlich des Fettenberger Wegs, der die Stadtgrenze zu Velbert bildet, und fließt in südliche Richtung zum Ibach. Kurz hinter einem kleinen Aufstau des Ibachs mündet die Liesendählke im Ibach. Benannt ist die Liesendählke nach dem ehemaligen Wuppertaler BUND-Kreisvorsitzenden Jörg Liesendahl.